# Ribat de Lamta
Le ribat de Lamta (arabe : رباط لمطة) est une petite forteresse aghlabide située dans la ville côtière de Lamta en Tunisie.

## Description et histoire
L'édifice est construit en 859 (correspondant à l'an 245 de l'hégire) par le prince aghlabide Aboul Ibrahim.
Il est composé d'un édifice carré à un seul niveau avec des tours rondes aux angles.
L'entrée du ribat se fait par une seule entrée principale qui s'ouvre sur un couloir droit menant à une cour centrale, où les voyageurs pouvaient chercher refuge pour se reposer. La cour centrale, qui comporte un réservoir d'eau souterrain, est entourée par plusieurs petites chambres.
De nombreux moines-soldats ont séjournés dans le ribat dont :
- Abu al-Sari Wassel al-Jami (arabe : أبو السري واصل الجمي) ;
- Abu Bakr al-Qurashi al-Saqili (arabe : أبو بكر القرشي الصقلي), l'un des compagnons de Yahya Ibn Omar ;
- Abu Haroun al-Andalusi (arabe : أبو هارون الأندلسي), mort en 903 ou 291 de l'hégire à Lamta.

## Protection et classification
Le 21 janvier 2021, un arrêté du ministère de la Culture en fait un monument classé.